# Norma Jean (groupe)
Pour les articles homonymes, voir Norma Jean.
Norma Jean est un groupe de heavy metal et metalcore américain, originaire de Douglasville, un quartier de la banlieue d'Atlanta, en Géorgie. Formé en 1997, Norma Jean est nommé dans la catégorie de « meilleur emballage de disque » aux Grammy Awards en 2006.

## Biographie

### Débuts (1997–2004)
Norma Jean, originellement appelé Luti-Kriss, est formé en 1997 à Douglasville, un quartier d'Atlanta, en Géorgie, aux États-Unis. En 1999 sort leur premier CD, un split en coopération avec le groupe de rapcore et nu metal, Travail, sur le label Pluto Records. L'année suivante, en 2000, il est réédité sous la forme d'un EP intitulé 5ep, toujours chez Pluto. En 2001, le groupe signe chez Solid State Records pour produire son premier album, Throwing Myself. Après la sortie de Throwing Myself, le groupe adopte son nom actuel, Norma Jean, afin d'éviter toute confusion avec le rappeur Ludacris, lui aussi originaire des environs d'Atlanta. En 2002, le groupe sort son premier album sous le nom de Norma Jean, Bless the Martyr and Kiss the Child, chez Solid State. Peu après, le chanteur Josh Scogin quitte le groupe pour aller fonder en 2004 le groupe The Chariot.

### Premiers albums (2005–2009)

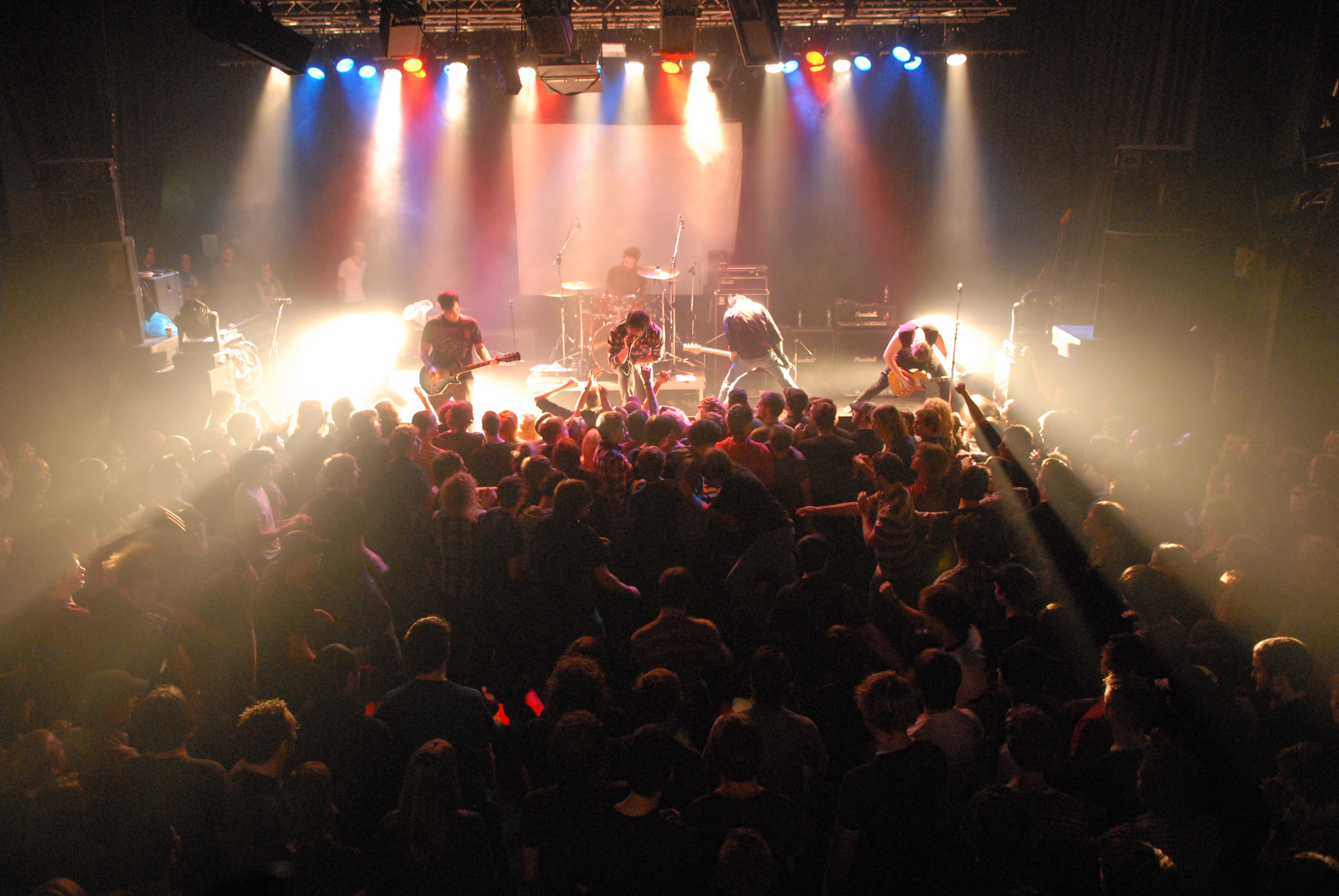
Norma Jean au Tivoli aux Pays-Bas en 2007.

Brad Norris est remplacé par Cory Brandan Putman, ancien membre des groupes Eso-Charis, Living Sacrifice et Uses Fire. En mars 2005, ils publient leur deuxième album, intitulé O God, the Aftermath. Il s'agit aussi du premier album faisant participer Cory Brandan. La couverture de leur album O God, the Aftermath est nommé dans la catégorie de « meilleur emballage de disque » aux Grammy Awards en 2006. La couverture est réalisée par les studios Asterisk de Seattle, à Washington.
Redeemer, leur troisième album, est enregistré aux côtés du producteur Ross Robinson. Le 21 septembre 2007, le batteur Daniel Davison annonce son départ après leur tournée, depuis le site web officiel du groupe. Son dernier concert se déroule le 7 novembre 2007 au Irving Plaza de New York. Le 17 décembre 2007, Norma Jean annonce l'écriture d'un nouvel album, The Anti Mother en janvier, son enregistrement en avril, et également sa participation au Warped Tour. L'écriture est officiellement annoncée le 24 janvier. Le 5 août 2008, Norma Jean publie The Anti Mother. Avant leur tournée en tête d'affiche, Norma Jean tourne un clip pour la chanson Robots 3 Humans 0, avec le réalisateur Daniel Chesnut.
Le 3 janvier 2009, Norma Jean annonce d'autres chansons pour un nouvel album. Pour leur cinquième album, ils annoncent revenir à leurs racines musicales. Le 5 avril 2009, Norma Jean annonce l'annulation de leurs concerts.

### Signature chez Razor and Tie (2009–2015)
Le 3 novembre 2009, Norma Jean annonce sa séparation avec le label Solid State et sa signature au label indépendant Razor and Tie, prévoyant par la même occasion la sortie d'un album en été 2010. Norma Jean annonce une chanson intitulée Kill More Presidents et encourage les fans à filmer les performances de la chanson. Les internautes peuvent télécharger une chanson intitulée, Leaderless and Self Enlisted, issue de l'album Meridional en souscrivant au site web du groupe.
Norma Jean publie leur album, produit par Jeremy Griffith, Meridional, le 13 juillet 2010.
Le batteur Chris Raines est remplacé par Matt Marquez à la fin de 2010, d'une manière temporaire, sauf si Raines revenait. En mars 2016, Raines explique avoir quitté le groupe à cause de problèmes familiaux. Le 23 novembre 2010, l'ancien label de Norma Jean, Solid State Records, publie un coffret intitulé Birds and Microscopes and Bottles of Elixirs and Raw Steak and a Bunch of Songs. Le coffret comprend les trois premiers albums du groupe (Bless the Martyr and Kiss the Child, Redeemer et O God, the Aftermath). En janvier 2011, le guitariste Scottie Henry décide de se séparer temporairement de Norma Jean. Il sera remplacé par Jeff Hickey, ancien membre de The Handshake Murders, pour leur tournée de 2011
Le 30 octobre 2012, le groupe annonce son entrée en studio entre décembre 2012 et janvier 2013, avec Joshua Barber comme producteur. Leur album fera participer pour la première fois Jeff Hickey à la guitare, John Finnegan à la basse, et Clayton Holyoak à la batterie. Wrongdoers est publié le 6 août 2013 aux États-Unis par Razor and Tie, et le 9 août en Europe.

### Retour à Solid State (depuis 2015)

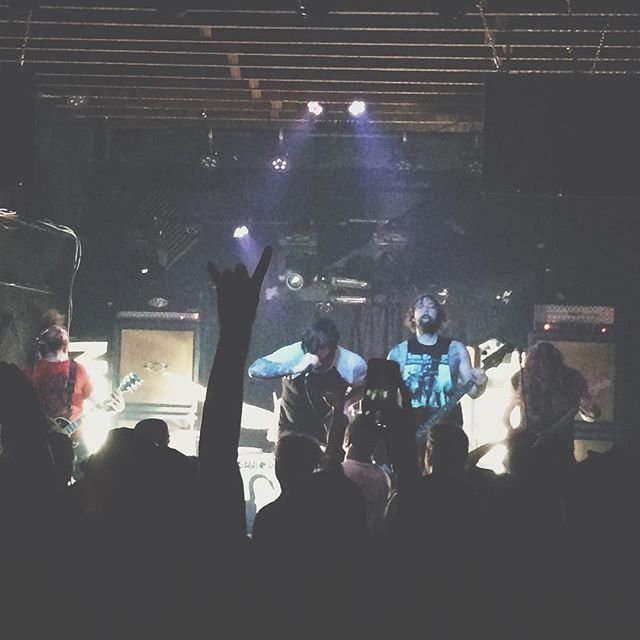
Norma Jean à Jacksonville, en Floride le 22 septembre 2015.

Le 9 juillet 2015, Norma Jean annonce une tournée nord-américaine spéciale dixième année de leur album O God, The Aftermath. Ils jouent l'album de son intégralité. Le groupe révèle plus tard que Sleepwave, '68, et The Ongoing Concept les rejoindront. Le 15 septembre 2015, ils annoncent leur retour au label Solid State Records, qui publiera leur prochain album en 2016,.
En juin 2016, le groupe annonce le premier single, 1,000,000 Watts, issu de leur nouvel album, Polar Similar. Ils publient ensuite Synthetic Sun pendant le mois. Le 11 août 2016, Norma Jean publie son troisième single, Forever Hurtling Towards Andromeda, qui fait participer Sean Ingram de Coalesce. Le 13 septembre 2016, le groupe publie la vidéo du titre Everyone Talks Over Everyone Else. Le 10 mars 2017, c'est au tour du titre 1 000 000 watts.
En 2017, le bassiste John Finnegan et le batteur Goose quittent le groupe.
L'écriture du 8ème album du groupe démarre en aout 2018.

## Membres

### Membres actuels
- Cory Brandan Putman – chant solo (depuis 2004)
- Phillip Farris - guitare rythmique, chœurs (depuis 2015)
- Ryan Leger- batterie (depuis 2018)

### Anciens membres
- Josh Scogin – chant solo (1997–2002)
- Scottie H. Henry – guitare solo (1997–2011)[13]
- Josh Doolittle – basse (1997–2002)
- Jake Schultz – basse (2002–2012)
- Chris John Day - guitare rythmique, chœurs (1997–2015)*Jeff Hickey – guitare solo (2011-2019)
- Daniel Davison – batterie, percussions (1997–2007)
- Chris Raines – batterie, percussions (2007–2010)[10]
- Clayton « Goose » Holyoak – batterie (2012-2017)[21]
- John Finnegan – basse (2013-2017)

### Membres de tournée
- Brad Norris – chant solo (2002–2004)
- Matt Marquez – batterie (2010–2012, 2013)[10]
- Billy Nottke – basse (2002)
- Igor Efimov – guitare  rythmique (2017)
- Eric Choi – batterie(2017)
- Sebastian Lueth – guitare solo (2017)
- Christian Prince – basse (2017-présent)
- Grayson Stewart – guitare  rythmique (2018-présent)

### Musicien de session
- Matt Putman - percussions sur Redeemer

## Discographie

### Albums studio
- 2002 : Bless the Martyr and Kiss the Child
- 2005 : O God, the Aftermath
- 2006 : Redeemer
- 2008 : The Anti Mother
- 2010 : Meridional[22]
- 2013 : Wrongdoers
- 2016 : Polar Similar
- 2019 : All Hail
- 2022 : Deathrattle Sing for Me

### Singles
- 2005 : ShaunLuu (Les Maîtres de l'horreur OST)
- 2010 : Leaderless and Self Enlisted[23]
- 2010 : Kill More Presidents[24]
- 2013 : AHH! SHARK BITE AHH![25]
- 2013 : If You Got It at Five, You Got It at Fifty[26]
- 2016 : 1,000,000 Watts[27]
- 2016 : Synthetic Sun
- 2016 : Forever Hurtling Towards Andromeda

### Compilations
- 2008 : The Almighty Norma Jean Vinyl Boxset
- 2010 : Birds and Microscopes and Bottles of Elixirs and Raw Steak and a Bunch of Songs